# Desa Cintaasih (administrativ by i Indonesien, lat -6,90, long 107,07)
Desa Cintaasih är en administrativ by i Indonesien.   Den ligger i provinsen Jawa Barat, i den västra delen av landet, 80 km söder om huvudstaden Jakarta.